# Hadena kogurei
Hadena kogurei là một loài bướm đêm trong họ Noctuidae.